# Уатт, Джеймс
Джеймс Уа́тт (англ. James Watt; 19 (30) января 1736 — 19 августа 1819) — шотландский инженер, изобретатель-механик.
Ввёл первую единицу мощности — лошадиную силу. Его именем названа единица мощности — Ватт.
Усовершенствовал паровую машину Ньюкомена. Создал универсальную паровую машину двойного действия. Изобретения Уатта запустили процесс промышленной революции в Англии, а затем и во всём мире. Впрочем, так считалось лишь прежде, в наши же дни оба этих утверждения активно пересматриваются исследователями. Уатт также оказался самым активным пропагандистом патентной системы в XVIII веке. Ныне его рассматривают не как бескорыстного учёного, а как искусного производителя и эффективного защитника экономических прав изобретателей.
Член Эдинбургского королевского общества (1784), Лондонского королевского общества (1785), иностранный член Парижской академии наук (1814; корреспондент с 1808).

## Биография
Большую часть своей жизни я тяжело работал на пользу общества и, надеюсь, не напрасно.Джеймс Уатт.
Прадед Уатта был родом из Абердиншира, занимался сельским хозяйством. Во время гражданской войны 1644—1647 годов он погиб, сражаясь на стороне ковенантеров. Его земля, имущество и дом были конфискованы, и его сына Томаса, деда Уатта, приютили родственники, жившие близ Гринока, на берегу залива Ферт-оф-Клайд. Томас Уатт достиг уважаемого положения в обществе, занимался преподаванием математики и мореходства, занимал должности главного окружного судьи, председателя церковного совета. Его сын Джеймс, отец будущего изобретателя, был весьма разносторонним человеком: строил корабли, держал склад корабельных принадлежностей, вёл морскую торговлю, сам создавал и чинил различные приборы и механизмы. Для Гринокской пристани им был построен первый кран. Мать изобретателя, Агнес Мюрхед, происходила из богатого рода, получила очень хорошее образование. Оба родителя были пресвитерианами.

### Детство
Джеймс Уатт младший родился 19 января 1736 года в Гриноке. Имел от рождения хрупкое здоровье. Поначалу получил домашнее образование: мать научила его читать, а письму и арифметике его научил отец. Хотя он начал было учиться в средней школе Гринока, слабое его здоровье и постоянные недомогания положили этому конец. Родители не настаивали на обязательном обучении в школе, считая, что сын сам может научиться всему, что пожелает. Уатт не имел возможности проводить время в играх со сверстниками, единственным его занятием вне дома была рыбалка. Большую часть года он был ограничен стенами своей комнаты, где учился самостоятельно. Друг его отца, увидев однажды, что мальчик рисует на очаге мелом какие-то линии и углы, спросил: «Зачем Вы разрешаете ребёнку тратить впустую время; почему бы не послать его в школу?» Джеймс Уатт старший ответил: «Не судите его слишком быстро; прежде разберитесь, чем он занят». Оказалось, что он искал решение задачи Эвклида.
Будучи подростком, он увлекался астрономией, химическими опытами, научился всё делать своими руками, за что получил от окружающих звание «мастера на все руки». Отец подарил ему набор столярных инструментов, и Джеймс изготовлял модели механизмов и устройств, создаваемых отцом.
По достижении возраста окончания начальной школы Уатт поступил в гимназию. Там он изучает среди прочего латынь, продолжает совершенствовать знания в математике, где показывает большие успехи. Он много читает, и яркой особенностью его характера было то, что почти всё из прочитанного он пытался проверить на практике.

### Образование
Когда Уатту исполнилось восемнадцать лет, у него умерла мать. Дела отца, как и его здоровье, пошатнулись, и Уатт был вынужден попытаться заботиться о себе сам. Было решено, что Джеймс займётся ремеслом, связанным с измерительными приборами. Поскольку в Шотландии обучиться такому занятию было проблематично, Уатт на год отправляется в Лондон. С большим трудом ему удаётся устроиться к некому Моргану, финансовые возможности позволяли ему оплатить лишь год обучения. Таким образом, он оказался в Лондоне на нелегальном положении, так как официально в ученики его не зачислили (настоящее ученичество требовало семи лет обучения). Уатт, не жалея себя, погружается в работу, отдавая ей все силы. Начав с изготовления обычных линеек и циркулей, он быстро переходит к всё более сложным инструментам. Скоро он в силах изготовить квадрант, пропорциональный циркуль, теодолит. Он живёт впроголодь и почти не выходит из дому: для этого не было времени, так как он весь день работал на хозяина, а по вечерам и утрам ему приходилось делать работу на заказ, чтобы иметь средства и на себя. Кроме того, поскольку он не имел официального статуса «ученика», он мог быть насильно завербован в военный флот или во флот Ост-Индской компании.
По окончании года обучения, с ослабленным здоровьем, он возвращается в Шотландию, в Глазго, с намерением основать собственное дело. Он поселяется у своего дяди, Мюрхеда, и начинает заниматься созданием и починкой октантов, параллельных линеек (англ. Parallel rulers), барометров, частей для телескопов и прочих инструментов. Однако союз ремесленников Глазго запрещает Уатту заниматься его работой, так как он, по сути, не получил соответствующего обучения согласно цеховым порядкам, и это несмотря на то, что он был единственным мастером такой квалификации в Шотландии. Из безвыходного положения Уатта спасает случай. В университет Глазго поступает партия астрономических инструментов. Основа будущей обсерватории Макфарлейна (англ. Macfarlane Observatory), эти инструменты требовали чистки, установки, настройки. Через своего дядю, профессора восточных языков и латыни, Уатт был знаком с доктором Дикком, профессором естественных наук. Пользуясь его покровительством, Уатт получает работу по приведению инструментов в порядок. Для этого он создаёт при университете маленькую мастерскую. Его назначают мастером научных инструментов при университете, и с этого момента он, наконец, получает возможность трудиться без оглядки на средневековые законы, царившие в ремесленной сфере. В университете Уатт познакомился с химиком Джозефом Блэком. Эта встреча способствовала разработке ряда новых химических приборов, необходимых в дальнейших исследованиях Блэка.
Когда я увидел в первый раз Джеймса Уатта, я обратился к нему, ожидая встретить не больше как техника, и, к удивлению своему, нашёл учёного, хотя такого же молодого, как и я сам… Я имел претензию считать себя специалистом в механике, но скоро вполне разочаровался в этом, убедившись, что Уатт далеко опередил меня… В его руках всё становилось началом научной работы, всё превращалось в науку… При его общепризнанном умственном превосходстве над сверстниками, в характере Уатта была какая-то удивительная наивная простота и открытость.Воспоминания профессора Робисона, бывшего студентом во времена работы Уатта в университете.
В 1759 году Уатт вступает в партнёрство с архитектором и бизнесменом Джоном Крейгом. Вместе они организовывают производство различных инструментов, включая музыкальные и различные игрушки. Дело быстро набрало обороты, и Уатт впервые избавился от нужды. Большой спрос давал хороший доход, такой, что даже появилась возможность нанимать себе помощников. Партнёрство длилось шесть лет до смерти Крейга.
В 1763 году Уатт женится на кузине Маргарет (Пегги) Миллер. С ней он прожил до её смерти при родах в 1772. У них было пять детей, лишь двое из которых дожили до взрослых лет: Джеймс-младший (1769—1848) и Маргарет (1767—1796). Во второй раз он женился в 1777 году на Энн МакГрегор, с которой у него было двое детей: Грегори (1777—1804), который стал геологом и минералогом, и Джэнет (1779—1794). Энн пережила своего мужа, она скончалась в 1832 году.

### Изобретательство
Ещё в 1759 году приятель Уатта Джон Робисон заинтересовал его вопросом использования пара как источника двигательной энергии. Паровая машина Ньюкомена существовала уже пятьдесят лет, находя применения большей частью для откачки воды из шахт, однако за всё это время она ни разу не была усовершенствована, и мало кто разбирался в принципе её работы. Уатт начинает исследования по применению пара с нуля, так как до этого ни разу не сталкивался с этим вопросом. Однако попытки создать рабочую модель аппарата ничем не заканчиваются. Ему удаётся соорудить лишь что-то вроде модели паровой машины Севери, используя котёл Папена. Однако модель обладала такими большими недостатками, что Уатт бросает разработки.
Зимой 1763 года к нему обратился профессор физики университета Глазго Джон Андерсон с просьбой отремонтировать действующий макет паровой машины Ньюкомена. Макет был оснащен 2-дюймовым цилиндром и имел рабочий ход поршня в 6 дюймов. Уатт провел ряд экспериментов, в частности, заменил металлический цилиндр на деревянный, смазанный льняным маслом и высушенный в печи, уменьшил количество поднимаемой за один цикл воды, и макет, наконец, заработал. При этом Уатт убедился в неэффективности машины и внёс в конструкцию многочисленные усовершенствования. Уатт показал, что почти три четверти энергии горячего пара тратятся неэффективно: при каждом цикле пар должен нагревать цилиндр, так как перед этим в цилиндр поступала холодная вода, чтобы сконденсировать часть пара для уменьшения давления. Таким образом, энергия пара тратилась на постоянный разогрев цилиндра, вместо того, чтобы быть преобразованной в механическую энергию.

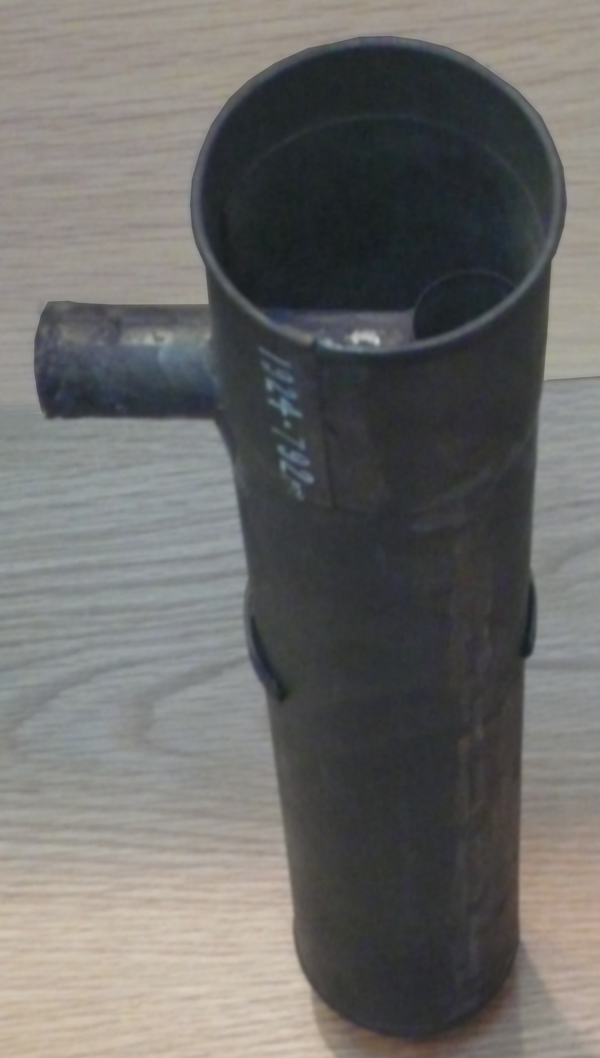
Первый конденсатор Уатта. Музей науки (Лондон)

Уатт проводит ряд опытов над кипением воды, изучает упругость водяных паров при различных температурах. Теоретические и опытные изыскания приводят его к пониманию важности скрытой теплоты. Опытным путём он устанавливает, что вода, превращённая в пар, может нагреть до кипения в шесть раз большее количество воды. Уатт приходит к выводу: «…Для того, чтобы сделать совершенную паровую машину, необходимо, чтобы цилиндр был всегда так же горяч, как и входящий в него пар; но, с другой стороны, сгущение пара для образования пустоты должно происходить при температуре не выше 30 градусов Реомюра (37.5 °C)». Уатту остаётся сделать один шаг до того, чтобы отделить «сгущение пара» от цилиндра и осуществлять его в отдельном сосуде. Однако на этот шаг у него уходит очень много времени. В 1765 году ему, наконец, приходит на ум догадка, и начинаются попытки воплотить её в жизнь.
Первым значительным усовершенствованием, которое Уатт запатентовал в 1769 году, была изолированная камера для конденсации. В этот же год ему удаётся построить действующую модель, работающую по этому принципу. Однако создать полноразмерную машину не получалось. Уатту требовались капиталовложения. Некоторую помощь ему оказал Джозеф Блэк, а основная поддержка пришла от Джона Роубака (англ. John Roebuck), основателя легендарной Carron Company (англ. Carron Iron Works). Во время работы над усовершенствованием машины Уатт жил в поместье Роубака, в Киннейл Хаусе (англ. Kinneil House), в Бонессе (англ. Bo'ness). Основная сложность заключалась в том, чтобы заставить работать поршень и цилиндр. Металлопроизводство того времени не было способно обеспечить нужную точность изготовления.

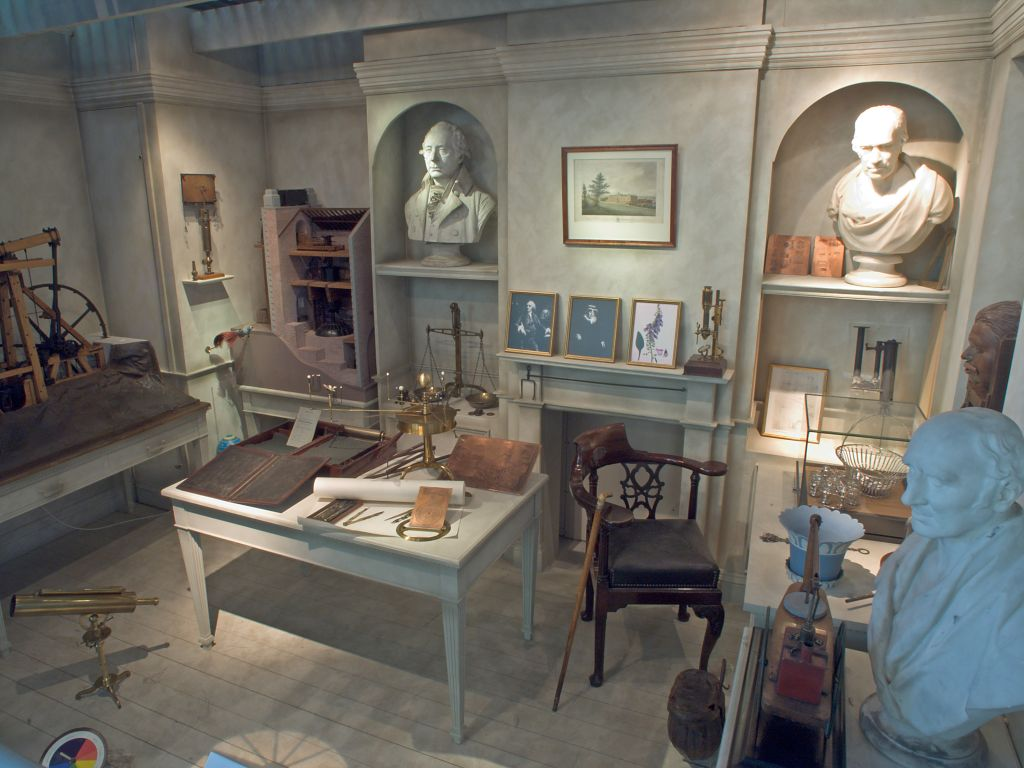
Кабинет Дж. Уатта и М. Болтона в музее науки Thinktank в Бирмингеме, Великобритания.

Роубак терпит банкротство, и новым спонсором Уатта становится Мэттью Болтон, владелец литейного завода (англ. Soho Foundry) в Бирмингеме, где работали высокопрофессиональные литейщики. Проблема изготовления цилиндра большого диаметра и соответствующего поршня с необходимой точностью была решена Джоном Уилкинсоном, который разработал соответствующую технологию на заводе, выпускающем пушечные ядра (англ. Bersham Ironworks), в Рексеме, Северный Уэльс (англ. North Wales).
Попытки Уатта поставить свои изобретения на коммерческую основу не имели успеха до тех пор, пока он не вступил в деловые отношения с предпринимателем Мэттью Болтоном. Совместная компания «Boulton and Watt» (англ. Boulton and Watt) успешно действовала на протяжении двадцати пяти лет, в результате чего Уатт стал весьма состоятельным человеком.
Уатт изолировал паровой цилиндр, а в 1782 году изобрёл машину двойного действия. Машина Ньюкомена была прежде всего машиной водоподъемной и применялась главным образом в горном деле. Между тем и для других отраслей быстроразвивающейся промышленности требовался механический двигатель, и Уатт поставил перед собой задачу: сделать паровую машину универсальным двигателем.
Для этой цели прежде всего было необходимо преобразовать качательное движение балансира в непрерывное вращение вала. Вот что он пишет по этому поводу в своём дневнике от 5 сентября 1779 года:
Я мог бы устранить в огневой машине вращательное движение посредством кривошипов, и они могли бы двигаться вперед и назад по желанию; не имея колес, цепей, насадок, они дали бы лучшее использование пара, пропорционально требуемой силе…
Уатт соорудил даже модель, работающую с помощью нового механизма — кривошипа.
Но он не торопился закрепить свое изобретение, и в следующем, 1780 году, патент на применение кривошипа к «огневой машине» взял инженер Пикар. Уатту пришлось придумывать новые способы решений той же задачи, чтобы обойти патент Пикара. В 1781 году Уатт поручил Болтону взять патент на целых пять «новых методов».
Все они были испытаны Болтоном. Первые четыре оказались мало пригодными. Практическое значение получил только пятый. Он пришёл Уатту в голову уже после того, как первые четыре были посланы Болтону для взятия патента. Этот «пятый метод» носит название планетного движения.
Вместе с более мелкими усовершенствованиями это изобретение позволило увеличить производительность паровой машины в четыре и более раз. Кроме того, сама машина стала легко управляемой.

### Судебные разбирательства по патентам
После того, как стали ясны все преимущества новой машины, появилось множество подделок, зачастую весьма плохого качества. Доход от продаж мог быть весьма большим, и поэтому всякий, кто имел хоть какое-то представление, даже весьма малое, о машине Уатта, пытался сделать её самостоятельно в попытке заработать. Уатт и Болтон были вынуждены начать борьбу с подделками, так как это портило репутацию их фирмы, и, вдобавок, часть поддельных машин была просто опасна в эксплуатации. Судебные разбирательства отнимали много времени, издержки исчислялись тысячами, однако все тяжбы Уатту и Болтону удалось выиграть и отстоять свои права.

### Старость

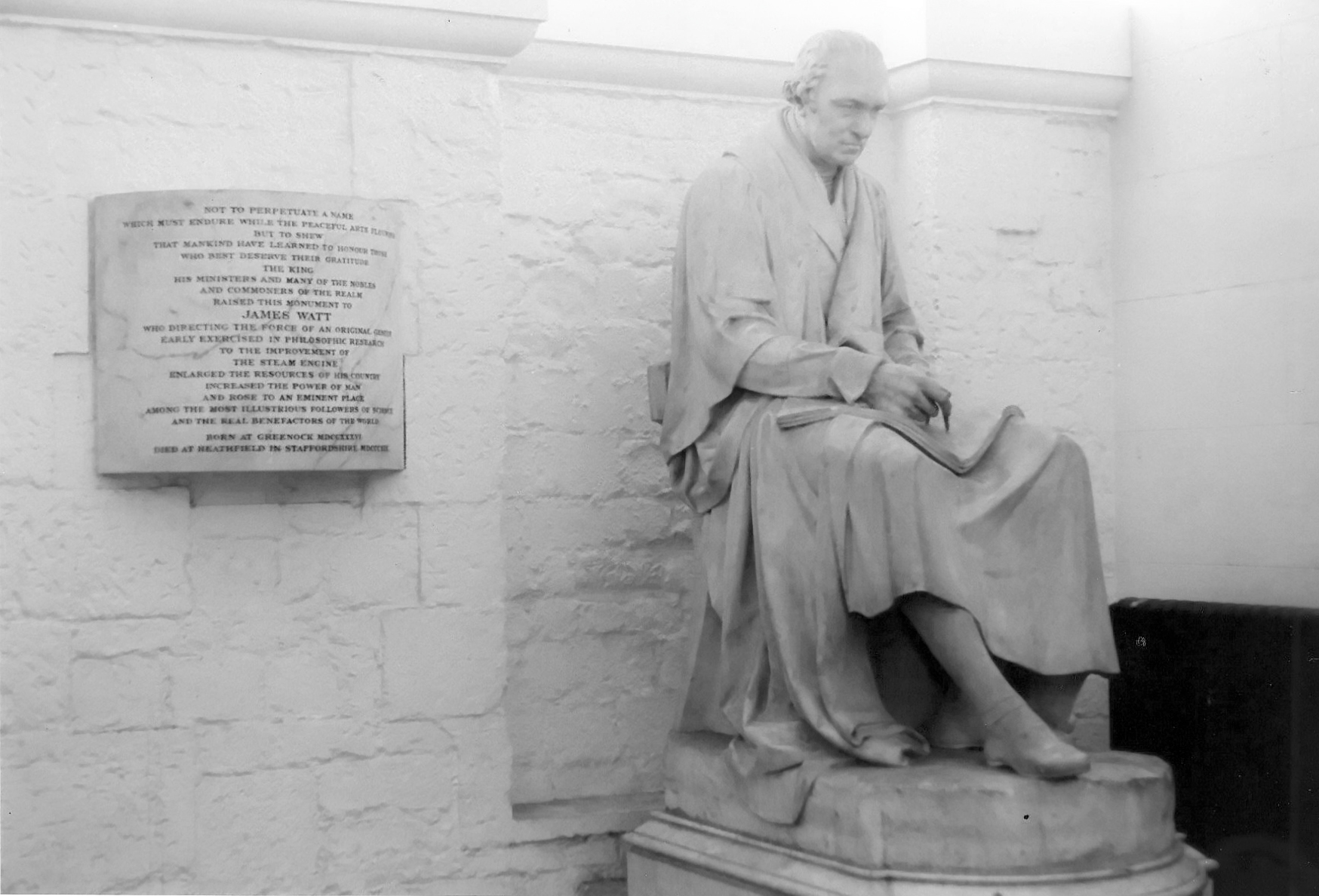
Памятник Уатту скульптора Френсиса Легата Чантри

Уатт был разносторонне одарён, легко изучал языки, много читал. Вальтер Скотт в предисловии к одному из своих романов выражает удивление разнородностью познаний Уатта, которого он знал в последние годы его жизни.
На склоне лет Уатт много занимался придуманной им машиной для копирования скульптурных произведений. Сам изобретатель называл её эйдографом. Это механическое приспособление позволяло копировать барельефы, медальоны, статуи, бюсты, сосуды и прочие вещи самой сложной формы с высокой точностью. Работу над этой машиной Уатт начал ещё в конце XVIII века, но усовершенствовать её получилось у него лишь к концу жизни.
Скончался в возрасте 83 лет и был похоронен в приходской церкви (англ. St Mary's Church) в Хэндсворте (англ. Handsworth). Вскорости в Вестминстерском аббатстве был воздвигнут величественный памятник Уатту, выполненный талантливым скульптором Френсисом Легатом Чантри. Впоследствии памятник был перемещён в Собор Святого Павла.
Имя Уатта носят колледж в Гриноке и мемориальная библиотека, основанию которой он способствовал.

## Признание заслуг

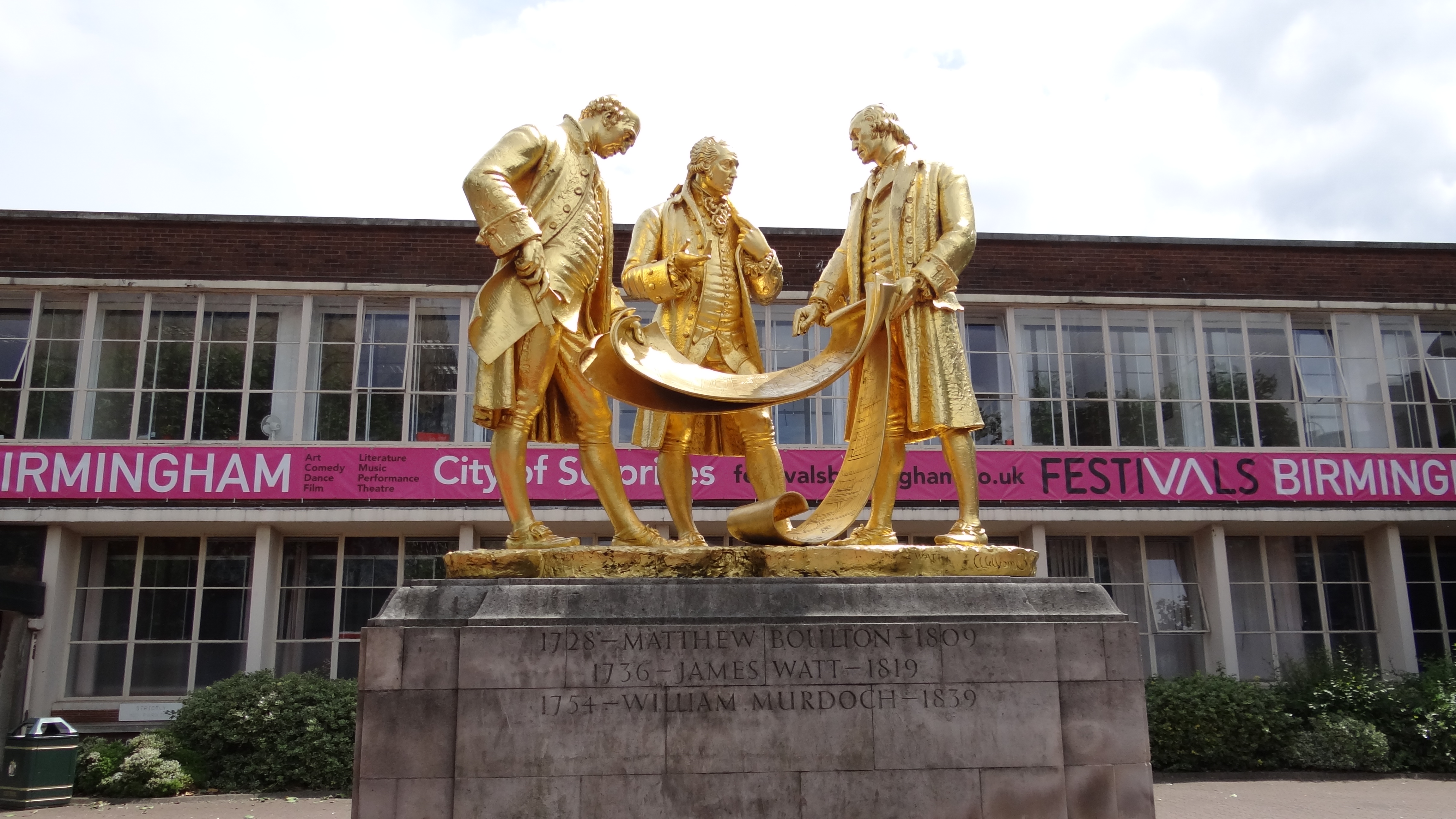
Памятник Мэттью Болтону, Джеймсу Уатту, Уильяму Мёрдоку в Бирмингеме.

В 1784 году Уатт был избран членом Королевского общества Эдинбурга, в 1787 году — членом философского общества (англ. Batavian Society) в Роттердаме. В 1806 году он стал почётным доктором права университета Глазго. В 1814 году Французская академия наук избирает его иностранным членом.
За несколько лет до смерти английское правительство решило отличить Уатта за заслуги перед родиной баронским титулом, однако он отклонил это предложение. Являлся членом Лунного общества — неофициального учёного общества видных деятелей британского Просвещения, включавшего промышленников, натурфилософов и интеллигенцию, заседания которого проводились между 1765 и 1813 в Бирмингеме.
В 1935 г. Международный астрономический союз присвоил имя Уатта кратеру на видимой стороне Луны.
29 мая 2009 года Банк Англии объявил, что будет выпущена банкнота в 50 £ с изображением Уатта и Болтона. На данный момент банкнота выпущена и находится в обращении.

## Ватт
В качестве единицы мощности Уатт в своё время предложил такую единицу, как «лошадиная сила». В 1882 году Британская ассоциация инженеров решила присвоить его фамилию единице мощности. 